# Prisoina, Tărgoviște
Prisoina (în bulgară Присойна) este un sat în comuna Antonovo, regiunea Tărgoviște,  Bulgaria. 

## Demografie
Componența etnică a satului Prisoina
     Bulgari (100%)
     Nicio identificare (0%)
     Altele (0%)
La recensământul din 2011, populația satului Prisoina era de 7 locuitori. Din punct de vedere etnic, toți locuitorii erau bulgari.